# Access All Areas: A Rock & Roll Odyssey
 (mai 2018).
 (mai 2018).
Albums de Bon Jovi
New Jersey: The Videos
(1989) Keep the Faith: An Evening with Bon Jovi
(1992)
Access All Areas: Rock & Roll Odyssey est un documentaire qui suit le groupe de rock Bon Jovi lors de leur tournée réussie[non neutre] du New Jersey Syndicate Tour entre 1988 et 1990. Il contient des séquences live, en coulisses, accompagnées de leur musique.

## Contenu
1. Introduction[1]
2. Show n°3 / Dublin, Irlande
3. Show n°9 / Rome, Italie
4. Show à la télévision italienne
5. Derrière le Rideau de Fer (Behind The Iron Curtan)
6. Moscow Music Peace Festival
7. Première tournée en EUrope
8. Rio de Janeiro, Brésil
9. Tokyo, Japon
10. All Star Jam, Wembley Arena, Angleterre
11. In Store Signing / Londres, Angleterre
12. Berlin, Allemagne
13. Nordhoff Robbins Music Therapy Benefit
14. Sydney, Australie
15. Le retour aux sources (The Homecoming)
16. Quelques dates en club
17. Show n°232 / Le dernier concert (The Last Gig)
18. Livin' On A Prayer
19. Crédits